# Quang Binh
Quang Binh (på vietnamesiska Quảng Bình) är en provins i centrala Vietnam. Provinsen består av stadsdistriktet Dong Hoi (huvudstaden) och sex landsbygdsdistrikt: Bo Trach, Le Thuy, Minh Hóa, Quang Ninh, Quang Trach samt Tuyên Hóa.
Närliggande platser: Sydkinesiska havet i öster, provinsen Quang Tri i söder, provinsen Ha Tinh i norr, Laos i väster.
search
Phong Nha-Ke Bang nationalpark ligger i landsbygdsdistrikten Bo Trach och Tuyen Hoa i denna provins. Dong Hoi flygplats ligger i Dong Hoi stad. Provinsen har många vita sandstränder. Vo Nguyen Giap föddes i distriktet Le Thuy.